# Anglo-egyptiska Sudan

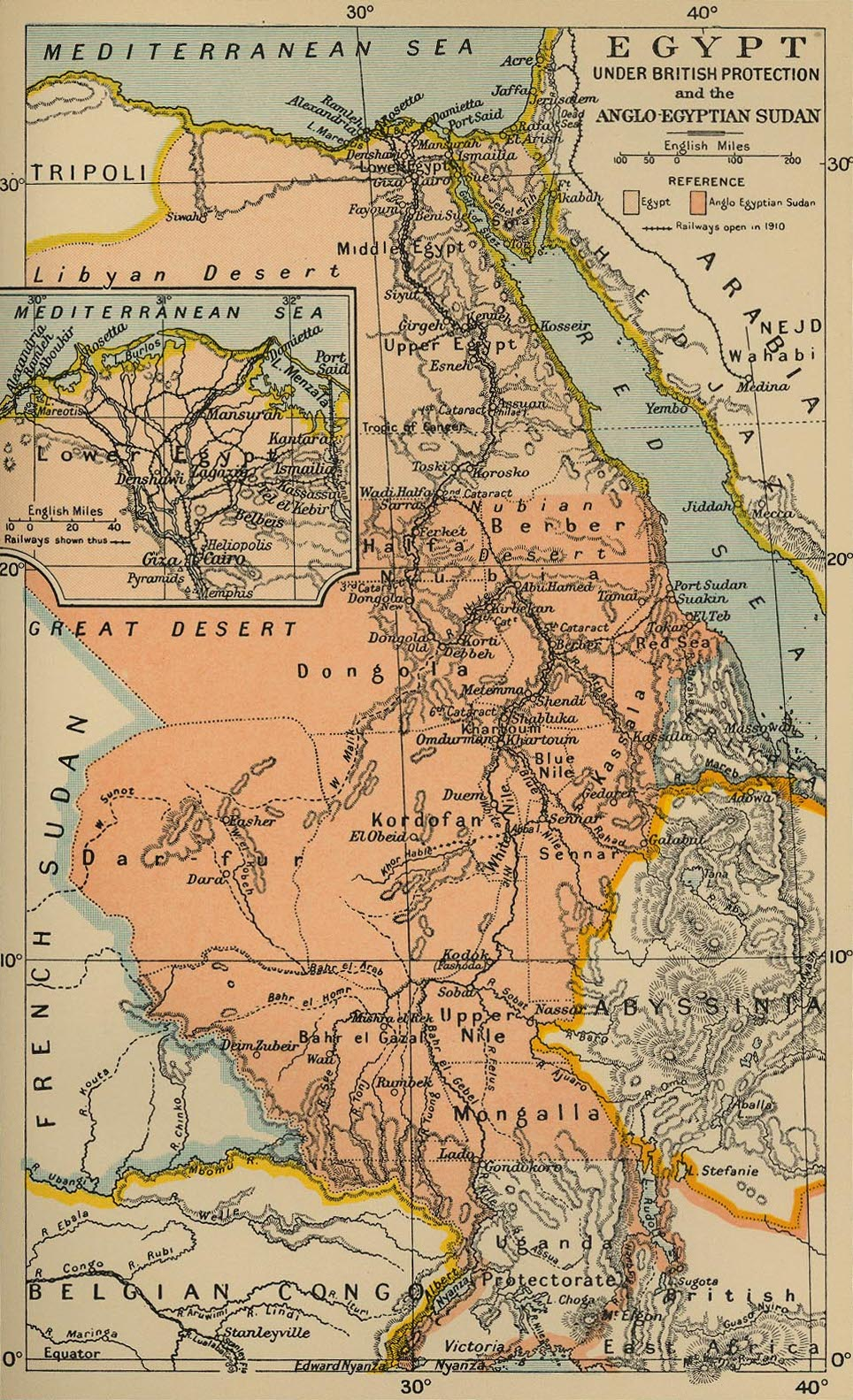
Karta över Anglo-egypytiska Sudan.

Anglo-egyptiska Sudan (arabiska: السودان الأنجلو مصرر) var namnet på Sudan mellan 1899 och 1956, då det var ett kondominat styrt av Storbritannien och Egypten. Det var beläget i Nordafrika direkt söder om Egypten. Det delade gräns med italienska östafrika och Röda havet i öst, Franska Ekvatorialafrika i väster och förlängdes i söder till de norra gränserna av Kenya, Uganda och belgiska Kongo.
Sudan var kontrollerat av Egypten som var ett brittiskt protektorat med en osmansk vicekung. 1882 gjorde mahdisterna uppror i Sudan och tog makten samt utropade en egen stat. Egypten och Storbritannien gick gemensamt till anfall mot mahdistregimen och återtog kontrollen över landet 1898. Enligt en konvention den 19 juni 1899 bildades det nya kondominatet Anglo-egypytiska Sudan.
Landet leddes av en generalguvernör som tillsattes av egyptierna efter britternas godkännande, men styrdes i verkligheten som en brittisk koloni med huvudstaden i Khartoum. Fram till självständigheten 1956 administrerades Sudan av britterna som två separata enheter – det islamiska norra och det kristna södra territoriet. Under den tiden använde landet både den egyptiska och brittiska flaggan.
De viktigaste produkterna i kolonin var gummi arabicum och bomull. Invånarantalet var över 6 miljoner människor och området täckte uppskattat 2 512 288 km².

### Fotnoter
1. ↑  Göran Börge (20 september 2004). ”Slaveriet har satt djupa spår i Darfur” (på engelska). Svenska dagbladet. http://www.svd.se/slaveriet-har-satt-djupa-spar-i-darfur. Läst 14 februari 2016.